# 펠트키르히군

펠트키르히군의 위치

펠트키르히군(독일어: Bezirk Feldkirch)은 오스트리아 포어아를베르크주에 위치한 군으로 행정 중심지는 펠트키르히이며 면적은 278.26km2, 인구는 100,656명(2012년 기준), 인구 밀도는 360명/km2이다. 동쪽으로는 도른비른군, 브레겐츠군, 남쪽으로는 블루덴츠군과 접하며 서쪽으로는 스위스 장크트갈렌주, 리히텐슈타인과 국경을 접한다.

## 하위 행정 구역
1개 도시, 3개 시장도시, 20개 일반 시를 관할한다.
- 도시
  - 펠트키르히(Feldkirch)
- 시장도시
  - 프라스탄츠(Frastanz)
  - 괴치스(Götzis)
  - 랑크바일(Rankweil)
- 일반 시
  - 알타흐(Altach)
  - 뒨스(Düns)
  - 뒨저베르크(Dünserberg)
  - 프락세른(Fraxern)
  - 괴피스(Göfis)
  - 클라우스(Klaus)
  - 코블라흐(Koblach)
  - 라테른스(Laterns)
  - 메더(Mäder)
  - 마이닝겐(Meiningen)
  - 뢴스(Röns)
  - 뢰티스(Röthis)
  - 자타인스(Satteins)
  - 슐린스(Schlins)
  - 슈니피스(Schnifis)
  - 줄츠(Sulz)
  - 위버작센(Übersaxen)
  - 빅토어스베르크(Viktorsberg)
  - 바일러(Weiler)
  - 츠비셴바서(Zwischenwasser)